# Oplophorus
Oplophorus is een geslacht van garnalen uit de familie van de Oplophoridae.

## Soorten
- Oplophorus gracilirostris A. Milne-Edwards, 1881
- Oplophorus novaezeelandiae (De Man, 1931)
- Oplophorus spinosus (Brullé, 1839)
- Oplophorus typus H. Milne Edwards, 1837